# Pedro Fernández de Velasco y Tovar

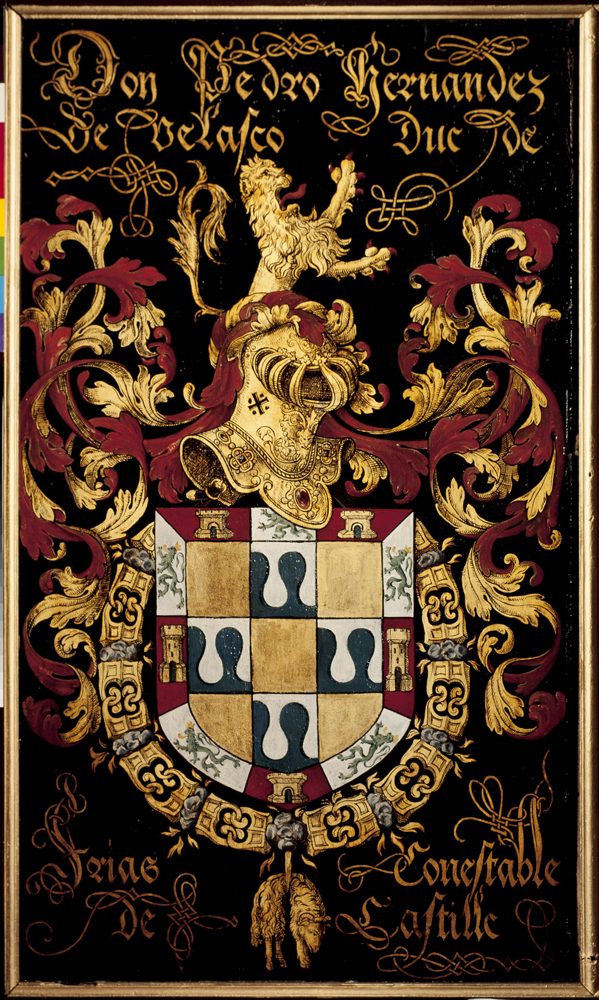
Retablo pintado con el escudo de Pedro Fernández de Velasco, III duque de Frías y VIII condestable hereditario de Castilla, encontrado en la sala de caballeros del Toisón de la Catedral de Gante.

Pedro Fernández de Velasco y Tovar (1485-10 de noviembre de 1559), III duque de Frías, grande de España V conde de Haro, IV condestable de Castilla  y caballero de la Insigne Orden del Toisón de Oro, fue un aristócrata renacentista español, autor del Origen de la Ylustrissima Cassa de Velasco.

## Biografía
Fue hijo primogénito de Iñigo Fernández de Velasco y Mendoza, II duque de Frías, IV conde de Haro, VII condestable hereditario de Castilla, y de María de Tovar y Vivero, heredera del señorío de Berlanga, a su vez hija de Luis de Tovar, señor de Berlanga, y de María de Vivero Sotomayor. Su hermano segundogénito Juan Sánchez de Tovar fue designado sucesor a la Casa de Tovar y creado I marqués de Berlanga.  
Desde muy joven estuvo prometido con su prima hermana, con quien casó, Juliana Ángela de Velasco y Aragón, única hija sobreviviente del segundo matrimonio de su tío, el condestable Bernardino Fernández de Velasco, I duque de Frías, con Juana María de Aragón, hija natural reconocida del rey Fernando II de Aragón el Católico. La sucesión de la Casa de Velasco había pasado de su tío Bernardino a su padre Iñigo por falta de descendencia varonil legítima del primer duque, quien aseguró el matrimonio de su hija con el sucesor aparente de sus estados.  
Dicho matrimonio le trajo numerosos problemas con su padre, quien pretendía quedarse con las importantes rentas de su sobrina, especialmente tras la muerte del rey don Fernando, quien ejerció en vida una importante protección sobre su nieta. Dichos problemas continuaron hasta la muerte del condestable Íñigo.
En 1557, el rey Felipe II agració a su tía Juliana Ángela con el título de condesa de Castilnovo, que pasó por sucesión irregular (con autorización regia) por su falta de descendencia, ocasionando numerosas disputas entre los llamados a la sucesión por cláusulas del mayorazgo y los sucesores de la casa ducal, excluidos explícitamente de su sucesión. Juliana Ángela sobrevivió a su marido, y jamás volvió a contraer matrimonio.
A su muerte sin hijos nacidos de su matrimonio, los estados, títulos y demás bienes de la Casa de Velasco, pasaron a su sobrino Íñigo Fernández de Velasco y Tovar, IV duque de Frías,  hijo de su hermano Juan Sánchez de Tovar, I marqués de Berlanga, por cuya línea se sucedió la Casa Ducal de Frías.

## Descendencia extramatrimonial
Con Ana de Rojas tuvo a:
- Juan Fernández de Velasco y Rojas[2]

Con María de Rozas tuvo a:
- Pedro Fernández de Velasco y Rozas (m. antes de 1581),[4] I señor de Cilleruelo (legitimado)[2]
- Iñigo Fernández de Velasco y Rozas (m. 1551)[2]

Con Isabel de Barreda tuvo a:
- Juan Fernández de Velasco y Barreda (m. 4 de junio de 1551)[4][5]

Otros hijos extramatrimoniales fueron
- Ana Fernández de Velasco[2]
- Inés Fernández de Velasco[2]
- Juana Fernández de Velasco[2]